# Erik Acharius
Erik Acharius (10. oktober 1757 i Gävle – 14. august 1819 i Vadstena) var en svensk botaniker , læge, naturhistoriker og tegner.
Erik Acharius var søn af Johan Eric Acharius, "TolagsKamrer och Controllör" ved toldforvaltningen i Gävle, og Catharina Margaretha Hagtorn. I første omgang modtog Archarius privatundervisning, indtil han blev optaget i 1770 på Gymnasium i Gävle. I 1773 blev Acharius student i Uppsala. Acharius studerede naturhistorie og medicin ved Uppsala og Lund Universitet.
Erik Acharius er især kendt for sit banebrydende arbejde med laver.
- Synopsis methodica lichenum, 1814

Autornavnet Ach. kan bruges for Erik Acharius sammen med et videnskabeligt artsnavn inden for botanikken. (Wikipedia-artikler der bruger autornavnet)